# John Wales

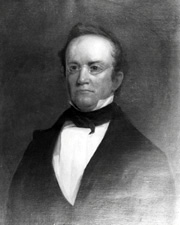
John Wales

John Wales (* 31. Juli 1783 in New Haven, Connecticut; † 3. Dezember 1863 in Wilmington, Delaware) war ein US-amerikanischer Politiker (Whig Party), der den Bundesstaat Delaware im US-Senat vertrat.

## Leben
John Wales graduierte im Jahr 1801 in Yale und wurde daraufhin in die Anwaltskammer aufgenommen. Er praktizierte danach als Jurist in seiner Heimatstadt New Haven sowie später in Philadelphia. Nach zwei Jahren in Baltimore ließ er sich 1815 schließlich in Wilmington nieder. Dort war er zunächst als Sekretär der Society for the Promotion of American Manufacturers tätig; 1824 wurde er dann Präsident der National Bank of Wilmington and Brandywine. Dieses Amt übte er bis 1829 aus.

## Politik
Von 1845 bis 1849 fungierte John Wales als Secretary of State von Delaware. Nach dem Rücktritt von US-Senator John Middleton Clayton wurde er dann zu dessen Nachfolger im Kongress gewählt. Er nahm sein Mandat ab dem 23. Februar 1849 wahr und trat auch zur Wiederwahl an, verlor jedoch gegen den Demokraten James A. Bayard. Somit musste er am 3. März 1851 aus dem Senat ausscheiden.
Als Gegner der Sklaverei nahm Wales für den Staat Delaware gemeinsam mit Thomas Garrett am ersten Nationalkonvent der Abolitionisten teil. Garrett wurde im Jahr 1848 angeklagt, eine Sklavenfamilie zur Flucht verholfen zu haben, woraufhin Wales ihn im Prozess verteidigte; er konnte den Schuldspruch, verbunden mit einer Geldstrafe in Höhe von 4500 Dollar, jedoch nicht verhindern. Wales war außerdem einer der Gründer des Newark College, der späteren University of Delaware.